# Pareledone cornuta
Pareledone cornuta is een inktvissensoort uit de familie van de Octopodidae. De wetenschappelijke naam van de soort is voor het eerst geldig gepubliceerd in 2005 door Allcock.